# Wiceprezydent Skonfederowanych Stanów Ameryki

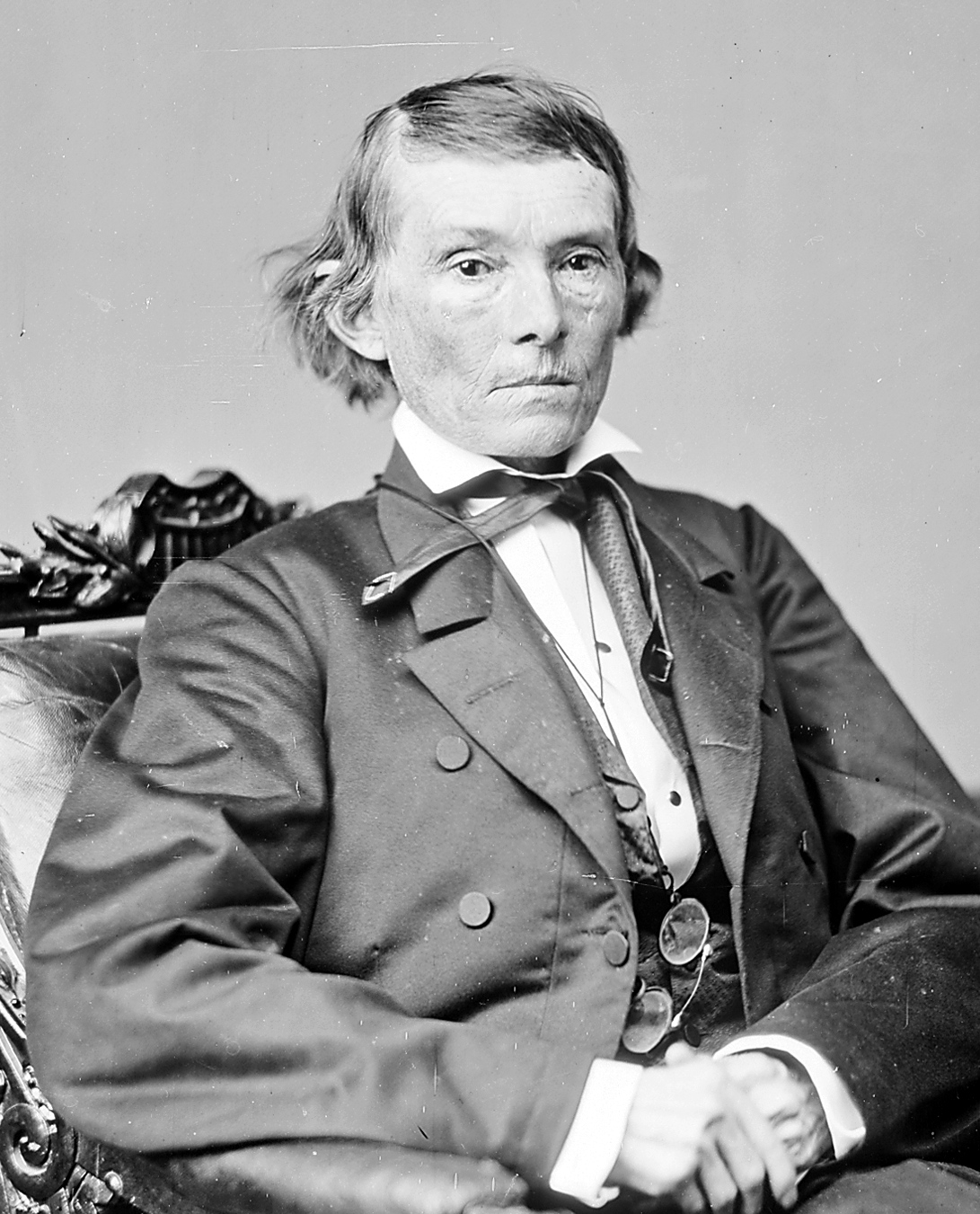
Alexander Hamilton Stephens - pierwszy i jedyny wiceprezydent Skonfederowanych Stanów Ameryki

Wiceprezydent Skonfederowanych Stanów Ameryki był drugim najwyższym urzędnikiem krótko istniejącego (1861–1865) państwa, które powstało w wyniku secesji części stanów Stanów Zjednoczonych położonych na południu państwa.

## Urząd
- Wiceprezydentem Konfederacji nie mogła zostać osoba, która nie ukończyła 35 lat.
- W odróżnieniu od wiceprezydenta Stanów Zjednoczonych wybierany był na okres lat sześciu (a nie czterech).
- Wybierali go elektorzy w liczbie proporcjonalnej do liczby reprezentantów w Kongresie z danego stanu. Elektorzy byli wybierani w głosowaniu powszechnym.
- Wiceprezydent był obierany wraz z prezydentem, ale nie mogli być obaj obywatelami tego samego stanu.
- Mógł być postawiony w stan oskarżenia i usunięty z urzędu za zdradę, przekupstwo i inne przestępstwa.
- Posiadał niewiele większe uprawnienia od wiceprezydenta Stanów Zjednoczonych[1].

## Wiceprezydenci
Tylko jedna osoba zajmowała ten urząd. Był nią były członek Izby Reprezentantów Stanów Zjednoczonych reprezentujący Georgię, Alexander Hamilton Stephens (11 lutego 1861 - 10 maja 1865). Przed jego oficjalnym wyborem na pełną kadencję nosił tytuł "tymczasowego wiceprezydenta". 22 lutego 1862 roku odbyło się uroczyste zaprzysiężenie razem z prezydentem Jeffersonem Davisem. Wybrano ten dzień ponieważ jest rocznicą urodzin George'a Washingtona. Kadencję zakończył na dwa lata przed terminem z powodu upadku państwa.